# Élections législatives sud-coréennes de 2016
Les élections législatives sud-coréennes de 2016 se déroulent le 13 avril 2016, afin de renouveler les députés du Gukhoe, chambre unique du Parlement, pour un mandat de quatre ans.

## Contexte

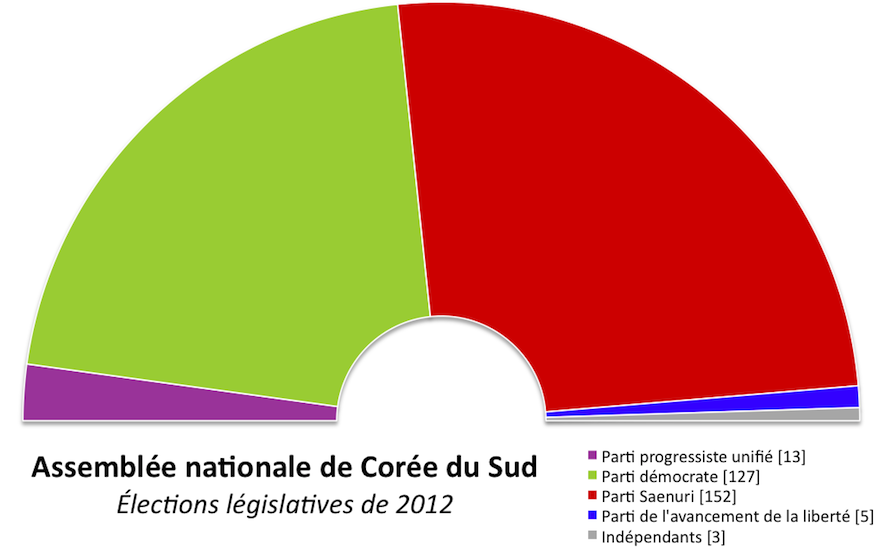
Composition de la législature sortante.

La campagne électorale pour les législatives de 2016 a commencé dans la confusion car le découpage des circonscriptions n'a pas pu être finalisé avant son début. Le découpage précédent avait été jugé inconstitutionnel par la Cour constitutionnelle en octobre 2014 car la taille des circonscriptions était trop irrégulière. Dorénavant, le ratio maximal pour la population ne devrait pas dépasser 2:1.
Le parti au pouvoir, les conservateurs du Parti Saenuri, est considéré comme favori, notamment en raison de la division de l'opposition. En effet, le principal parti d'opposition, les sociaux-démocrates de la Nouvelle alliance politique pour la démocratie (NAPD), a dû se réorganiser au mois de décembre à la suite du départ de son co-président, Ahn Cheol-soo, qui fonde ensuite le Parti du peuple en étant rejoint par 16 députés démocrates. La NAPD se renomme alors en Parti Minju le 30 décembre 2015.
L'autre force d'opposition représentant la gauche, les progressistes, sort d'une grave crise : plusieurs hauts responsables du Parti progressiste unifié ont été emprisonnés en raison d'activités contraires à la loi de sécurité nationale et le parti a été dissous en décembre 2014, une première depuis 1958. À sa place, le courant progressiste est représenté par le nouveau Parti de la justice emmené par Sim Sang-jung.

## Système électoral
La Corée du Sud est dotée d'un parlement unicaméral, l'Assemblée nationale, composée de 300 sièges pourvus pour quatre ans selon un système mixte. Sur ce total, 253 sièges sont ainsi pourvus au scrutin uninominal majoritaire à un tour dans autant de circonscriptions. Les 47 sièges restants sont pourvus au scrutin proportionnel plurinominal avec listes fermées et seuil électoral de 3 % dans une unique circonscription nationale. Après décomptes des voix, les sièges à la proportionnelle sont répartis en appliquant le quota de Hare et au plus fort reste entre tous les partis ayant franchi le seuil électoral ou obtenu au moins cinq sièges majoritaire.
Lors des élections précédentes, 300 sièges étaient à pourvoir dont 246 au scrutin uninominal majoritaire à un tour et 54 à la proportionnelle.

## Campagne
Les candidats ont pu enregistrer leur candidature auprès de la Commission électorale nationale (NEC) à partir du 15 décembre 2015. Cette inscription leur donne le droit de lancer leur campagne électorale, de recueillir des fonds (150 millions de wons au maximum, soit 117 000 euros), d'embaucher trois employés, d'expédier des e-mails et des SMS ainsi que de téléphoner à un maximum de 10 % des foyers,.

## Sondages d'opinion
| Date             | Institut  | Saenuri | Minju  | Peuple | Justice | Autres |
| ---------------- | --------- | ------- | ------ | ------ | ------- | ------ |
| Date             | Institut  |         |        |        |         |        |
| 4-8 janvier 2016 | Realmeter | 36,1 %  | 20,3 % | 18,7 % | 3,8 %   | 5,8 %  |
| 1-5 février 2016 | Realmeter | 40,2 %  | 27,0 % | 15,0 % | 4,4 %   | 3,5 %  |
| 7-11 mars 2016   | Realmeter | 44,1 %  | 27,8 % | 11,1 % | 5,7 %   | 2,2 %  |
| 14-18 mars 2016  | Realmeter | 41,5 %  | 28,3 % | 12,3 % | 6,9 %   | 3,8 %  |
| 21-25 mars 2016  | Realmeter | 38,3 %  | 24,9 % | 14,0 % | 8,5 %   | 4,0 %  |

## Résultats
|                           |                           |                  |                  |                  |                 |                 |                 |              |               |  |
| Partis                    | Partis                    | Circonscriptions | Circonscriptions | Circonscriptions | Proportionnelle | Proportionnelle | Proportionnelle | Total sièges | +/-           |  |
| Partis                    | Partis                    | Voix             | %                | Sièges           | Voix            | %               | Sièges          | Total sièges | +/-           |  |
|                           | Parti Saenuri             | 9 200 690        | 38,33            | 105              | 7 960 272       | 33,50           | 17              | 122          | 35            |  |
|                           | Parti démocrate           | 8 881 369        | 37,00            | 110              | 6 069 744       | 25,55           | 13              | 123          | 4             |  |
|                           | Parti du peuple           | 3 565 451        | 14,85            | 25               | 6 355 572       | 26,75           | 13              | 38           | Nv            |  |
|                           | Parti de la justice       | 395 357          | 1,65             | 2                | 1 719 891       | 7,24            | 4               | 6            | Nv            |  |
|                           | Autres partis             |                  |                  |                  |                 |                 |                 |              | -             |  |
|                           | Indépendants              |                  |                  |                  |                 |                 |                 | 11           | 3             |  |
|                           |                           |                  |                  |                  |                 |                 |                 |              |               |  |
| Suffrages exprimés        | Suffrages exprimés        | 24 002 420       | 98,53            |                  | 23 760 977      | 97,26           |                 |              |               |  |
| Votes blancs et invalides | Votes blancs et invalides | 358 336          | 1,47             | 669 769          | 2,74            |                 |                 |              |               |  |
| Total                     | Total                     | 24 360 756       | 100              | 253              | 24 430 746      | 100             | 47              | 300          | en stagnation |  |
| Abstentions               | Abstentions               | 17 533 180       | 41,85            |                  | 17 669 652      | 41,97           |                 |              |               |  |
| Inscrits / participation  | Inscrits / participation  | 41 893 936       | 58,15            | 42 100 398       | 58,03           |                 |                 |              |               |  |

| ↓   |        |                 |      |         |
| 6   | 123    | 38              | 11   | 122     |
| J P | Minjoo | Parti du peuple | Ind. | Saenuri |

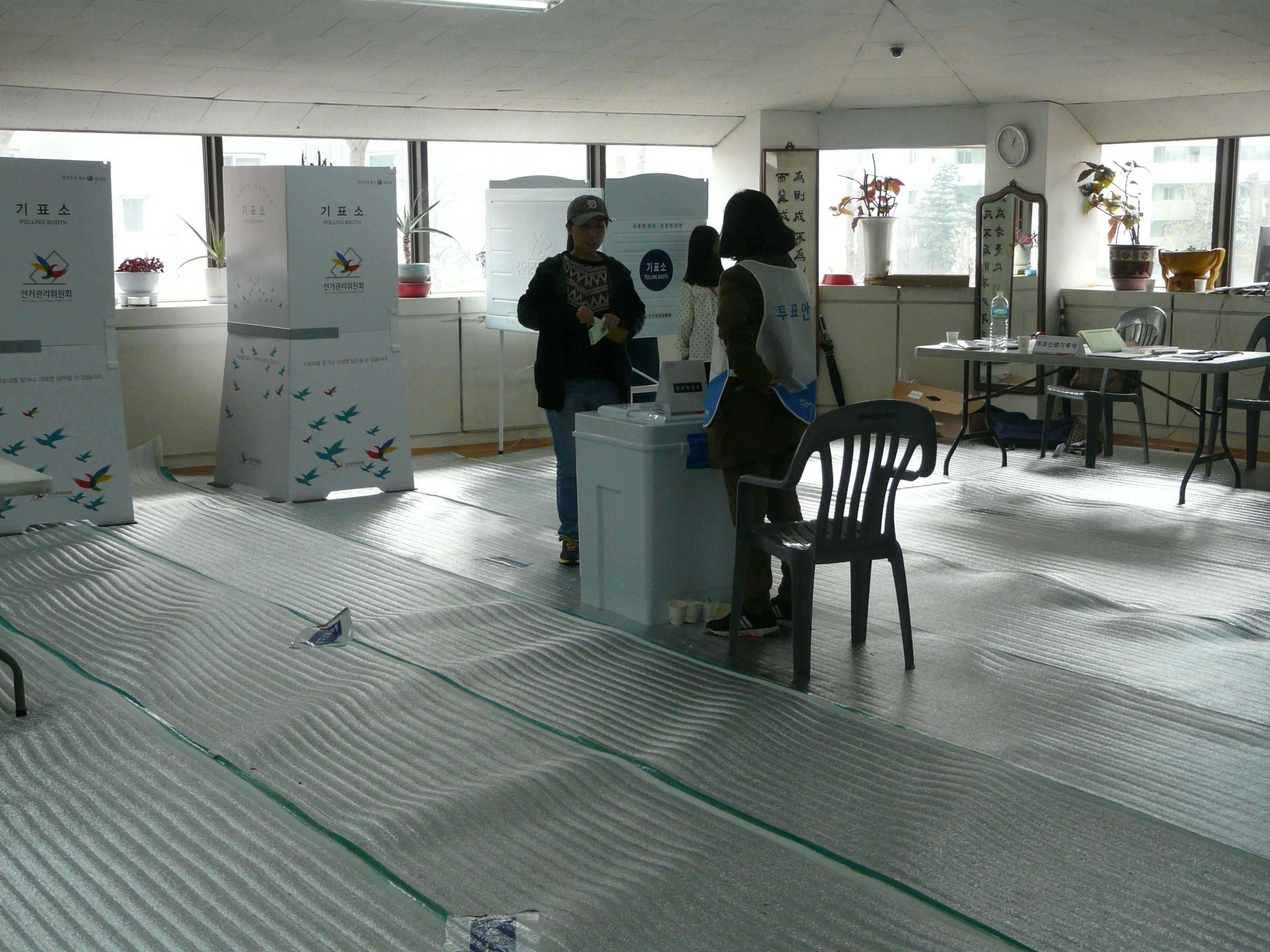
Bureau de vote à Séoul.

Parlement sans majorité. Le Parti Minju (social-libéral) devance d'un seul siège le Parti Saenuri (conservateur, au pouvoir). Ce dernier perd sa majorité absolue des sièges.